# Sant Jaume del Canós
Sant Jaume del Canós és l'església parroquial del Canós, al municipi dels Plans de Sió (Segarra), inclosa a l'Inventari del Patrimoni Arquitectònic de Catalunya.

## Descripció
Església parroquial situada fora del recinte de la vila closa, formada per una nau central i dues de laterals, amb coberta a dues aigües, absis recte i construïda amb carreus i paredat, tot i que la façana principal presenta un arrebossat. A la façana principal hi trobem la porta d'accés formada per un arc de mig punt adovellat, per damunt de la qual s'obra un òcul que proporciona llum a l'interior de l'edifici, on al costat esquerre s'adossa la torre-campanar. També cal destacar la placa commemorativa de marbre i en forma de creu, situada al costat esquerre de la porta d'accés, que fa referència a la Santa Missió que es va dur a terme al nucli l'any 1945. Pel que fa a la torre-campanar, de planta quadrada, és d'època posterior a la construcció de la resta de l'edifici, concretament del segle xix, i s'hi pot distingir tres cossos separats per motllures, amb obertures al tercer pis per ubicar-hi les campanes, i amb la presència d'una balustrada superior.

## Història
La construcció de l'església és del segle xvii, però el campanar és del segle xix.